# Arne Moritz
Arne Moritz (* 10. September 1969 in Freiburg im Breisgau) ist ein deutscher Politiker der CDU Nordrhein-Westfalen und Bürgermeister der Stadt Lippstadt.

## CDU-Politiker
Der studierte Betriebswirt Moritz ist seit 1988 Mitglied der Jungen Union. 1992 trat er in die CDU in Solingen ein. Von 2012 bis 2015 war Moritz Kreisvorsitzender der Solinger CDU. Außerdem ist er Mitglied im Vorstand des CDU-Bezirksverbandes Bergisches Land. Seit 1999 ist er Mitglied im Rat der Stadt Solingen.
Nach der Landtagswahl in Nordrhein-Westfalen 2010 zog Moritz als direktgewählter Abgeordneter für den Landtagswahlkreis Solingen I in den nordrhein-westfälischen Landtag ein. Dort war er bis zur vorzeitigen Auflösung des Landtages ordentliches Mitglied im Innenausschuss, Petitionsausschuss, Rechtsausschuss und im Unterausschuss Integration. Bei der Landtagswahl in Nordrhein-Westfalen 2017 kandidierte Moritz im Wahlkreis Solingen 1 und gewann das Direktmandat.
Bei der Kommunalwahl 2020 kandidierte Moritz für das Amt des Bürgermeisters von Lippstadt und damit um die Nachfolge von Amtsinhaber Christof Sommer. Bei der Wahl am 13. September 2020 erhielt Moritz 51,61 Prozent der gültigen Stimmen und erzielte somit die absolute Mehrheit. Das Amt trat er am 1. November 2020 an. Im Zuge dessen legte er sein Landtagsmandat ab. Ihm folgte Helmut Diegel nach.